# Iwan Tewosian
Iwan Fiodorowicz Tewosian, właśc. Howhannes Tewosjan (ros. Ива́н Фёдорович Тевося́н, ur. 22 grudnia 1901?/4 stycznia 1902 w Şuşy, zm. 30 marca 1958 w Moskwie) – radziecki polityk ormiańskiego pochodzenia, zastępca przewodniczącego Rady Ministrów ZSRR (1949–1953 i 1953–1956), członek KC WKP(b) (1939–1952) i KC KPZR (1952–1958), zastępca członka Biura Politycznego KC KPZR (1952–1953), Bohater Pracy Socjalistycznej (1943).

## Życiorys
Po ukończeniu w 1918 szkoły handlowej w Baku wstąpił do RKP(b), w latach 1919–1921 był sekretarzem rejonowego komitetu Komunistycznej Partii (bolszewików) Azerbejdżanu w Baku, w marcu 1921 brał udział w stłumieniu powstania w Kronsztadzie, 1921–1927 studiował w Akademii Górniczej w Moskwie, później był inżynierem w fabryce "Elektrostal". Od 13 lipca 1930 do 26 stycznia 1934 członek Centralnej Komisji Rewizyjnej WKP(b), zajmował stanowiska w przemyśle i ludowym komisariacie przemysłu obronnego ZSRR, m.in. w maju-czerwcu 1937 był w nim głównym inżynierem. Od czerwca do października 1937 szef Głównego Zarządu Przemysłu Stoczniowego Ludowego Komisariatu Przemysłu Obronnego ZSRR i zastępca ludowego komisarza, od października 1937 do 11 stycznia 1938 I zastępca ludowego komisarza przemysłu obronnego ZSRR. Od 11 stycznia 1939 do 17 maja 1940 ludowy komisarz przemysłu stoczniowego ZSRR, od 21 marca 1939 do śmierci członek KC WKP(b)/KPZR. Od 17 maja 1940 do 29 lipca 1948 ludowy komisarz/minister czarnej metalurgii ZSRR, od 29 lipca 1948 do 13 czerwca 1949 minister przemysłu metalurgicznego ZSRR, od 12 czerwca 1949 do 15 marca 1951 przewodniczący Biura Rady Ministrów ZSRR ds. metalurgii i geologii, od 13 czerwca 1949 do 15 marca 1953 zastępca przewodniczącego Rady Ministrów ZSRR, równocześnie członek Biura/Prezydium Rady Ministrów ZSRR. Od 28 grudnia 1950 do 15 marca 1953 ponownie minister czarnej metalurgii ZSRR, od 16 października 1952 do 5 marca 1953 zastępca członka Prezydium (Biura Politycznego) KC KPZR. Od 15 marca 1953 do 8 lutego 1954 ponownie minister przemysłu metalurgicznego ZSRR, równocześnie od 7 grudnia 1953 przewodniczący Biura Rady Ministrów ZSRR ds. metalurgii. Od 7 grudnia 1953 do 28 grudnia 1956 ponownie zastępca przewodniczącego Rady Ministrów ZSRR, od 8 lutego 1954 przewodniczący Biura Rady Ministrów ZSRR ds. metalurgii, przemysłu węglowego i geologii. Od 30 grudnia 1956 do śmierci ambasador nadzwyczajny i pełnomocny ZSRR w Japonii. W latach 1946–1958 deputowany do Rady Najwyższej ZSRR od 3 do 5 kadencji. Pochowany na cmentarzu przy Murze Kremlowskim.

## Odznaczenia
- Medal Sierp i Młot Bohatera Pracy Socjalistycznej (30 września 1943)
- Order Lenina (pięciokrotnie)
- Order Czerwonego Sztandaru Pracy (trzykrotnie)

I medale.